# Osorno
Osorno – miasto w Chile, w regionie Los Lagos, przy autostradzie panamerykańskiej, około 100 km na północ od Puerto Montt. Stolica prowincji Osorno. W 2013 r. miasto liczyło 162 238 mieszkańców.
Osorno zostało założone w 1568 roku, lecz dwukrotnie uległo zniszczeniu w wyniku konfliktu Chile z Araukanami.
W mieście rozwinął się przemysł spożywczy oraz drzewny.

## Miasta partnerskie
- Bariloche